# Peter Van Wood
Peter Van Wood (né à La Haye le 19 septembre 1927 et mort à Rome le 10 mars 2010) est un guitariste, chanteur, auteur-compositeur, acteur et astrologue néerlando-italien.

## Biographie
Peter Van Wood est né sous le nom de Peter van Houten à La Haye. Il a commencé à jouer de la guitare à l'âge de quatorze ans et a étudié au Conservatoire royal de La Haye en  jouant dans de petits groupes aux Pays-Bas et aux alentours.
En 1946, il se produit au London Palladium et en 1947 et 1948, il fait des tournées dans le mondiales, notamment des concerts au théâtre Olympia à Paris et au Carnegie Hall à New York.
À cette époque, il acquiert sa guitare fétiche, une Gretsch White Falcon.
En 1949, il s'installe en Italie. Après une série de concerts et de spectacles à Naples, il est contacté par le pianiste et chanteur Renato Carosone, avec Gegè Di Giacomo à la batterie, ils forment un trio, enregistrant plusieurs albums pour le label Pathé. Le trio se transforme en  quatuor avec l'arrivée du musicien  hongrois Elek Bacsik à la basse, à la guitare et au violon.
En 1954, Van Wood quitte le Trio Carosone pour se consacrer à sa carrière solo. Il  déménage à Milan et forme un quatuor, qui produit des disques pour Fonit.
La chanson la plus célèbre de Van Wood est Butta la chiave, Ses autres chansons connues incluent Via Montenapoleone, une chanson sur l'une des rues  de Milan, Tre numeri al lotto, Mia cara Carolina et Capriccio .
Dans les années 1960, il se consacre à l'astrologie et commence à publier des horoscopes dans des journaux et magazines italiens tout en continuant à faire des enregistrements. Il ouvre la boîte de nuit Amsterdam 19 dans la Galleria Passarella à Milan où il joue en tant que chanteur et guitariste.
En 1974, il enregistre Guitar Magic, un album instrumental pour le label Vedette Phase-6. En 1982, Van Wood a enregistré la chanson thème de l'émission de télévision italienne La Domenica Sportiva. Il  participe à l'émission de football Quelli che... il Calcio présentée par Fabio Fazio et apparaît en tant qu'invité dans les émissions de télévision de la RAI discutant d'astrologie.
En octobre 2007, il poursuivit pour plagiat Coldplay demandant un million d'euros, affirmant que la chanson Clocks plagie sa chanson Caviar and Champagne .
Peter Van Wood est décédé le 10 mars 2010 à la polyclinique universitaire Agostino Gemelli de Rome des suites d'une longue maladie,,.

## Discographie

### Avec le Trio Carosone
| Année | Titre                                            | Information additionnelle                       |
| ----- | ------------------------------------------------ | ----------------------------------------------- |
| 1951  | Oh ! Susanna / Scalinatella                      | Sortie le 11 janvier par Pathé (MG 13) 78 tours |
| 1952  | Oh ! Susanna / "Scalinatella                     | Sortie en janvier par Pathé (MG 102) 78 tours   |
| 1952  | Tre numeri al lotto (i pappagalli) / Oh! Susanna | Introduit par Pathé (MG 157) 78 tours           |

### Albums studios
| Année | Album                                 | Information additionnelle  |
| ----- | ------------------------------------- | -------------------------- |
| 1954  | Quatuor Van Wood                      | Fonit (LP 143)             |
| 1955  | L'olandais napoletano                 | Fonit (LP 146)             |
| 1955  | L'olandaise volante                   | Fonit (LP 148)             |
| 1956  | Quatuor Van Wood                      | Fonit (LP 170)             |
| 1956  | Restiamo in casa stasera con Van Wood | Fonit (LP 180)             |
| 1956  | Intorno al mondo con Van Wood         | Fonit (LP 181)             |
| 1963  | Van Wood                              | Electrecord (EDD 1085)     |
| 1974  | Guitar magic                          | Vedette–Phase 6 (VPAS 911) |
| 1981  | Sotto il segno di Van Wood            | RCA Linea Tre (NL 33176)   |

### EP
| Année | Album                 | Information additionnelle |
| ----- | --------------------- | ------------------------- |
| 1955  | Quatuor Van Wood n° 1 | Fonit (EP 4040)           |
| 1956  | Quatuor Van Wood n° 8 | Fonit (EP 4066)           |
| 1956  | Quatuor Van Wood n° 9 | Fonit (EP 4067)           |
| 1958  | Quatuor Van Wood      | Fonit (EP 4305)           |

### Simple
| Année | Titre                                               | Information additionnelle     |
| ----- | --------------------------------------------------- | ----------------------------- |
| 1956  | Il telefono / I Pesciolini                          | Fonit (15075) 78 tours        |
| 1956  | Ciao (Oho-Aha) / Bébé bu                            | Fonit (15191) 78 tours        |
| 1956  | Mia'cara Carolina / Fo' piccolo fofo                | Fonit (15321) 78 tours        |
| 1956  | Van Wood's rock / Due rane e un cane                | Fonit (15475) 78 tours        |
| 1957  | Gooi me de sleutel ! ! (Butta la chiave) / Oh la la | Fonit (15650) 78 tours        |
| 1958  | Tipitipitipso / Luci, Luci                          | Philips (P 15531 H) 78 tr/min |
| 1982  | Una domenica sportiva / Vattene                     | Fonit (SP 1784)               |

## Filmographie
| Année | Titre                    | Rôle     | Autres notes                |
| ----- | ------------------------ | -------- | --------------------------- |
| 1956  | Cantando sotto le stelle |          | Réalisé par Marino Girolami |
| 1989  | Night-Club               | Lui-même | Réalisé par Sergio Corbucci |